# 科克本島 (南極洲)

64°12′S 56°51′W / 64.200°S 56.850°W
科克本島（英語：Cockburn Island）是南極洲的島嶼，長2.8公里、寬1.8公里，面積4平方公里，最高點海拔高度450米，島上無人居住，該島在1843年被英國探險家詹姆斯·克拉克·羅斯發現。